# Juuka

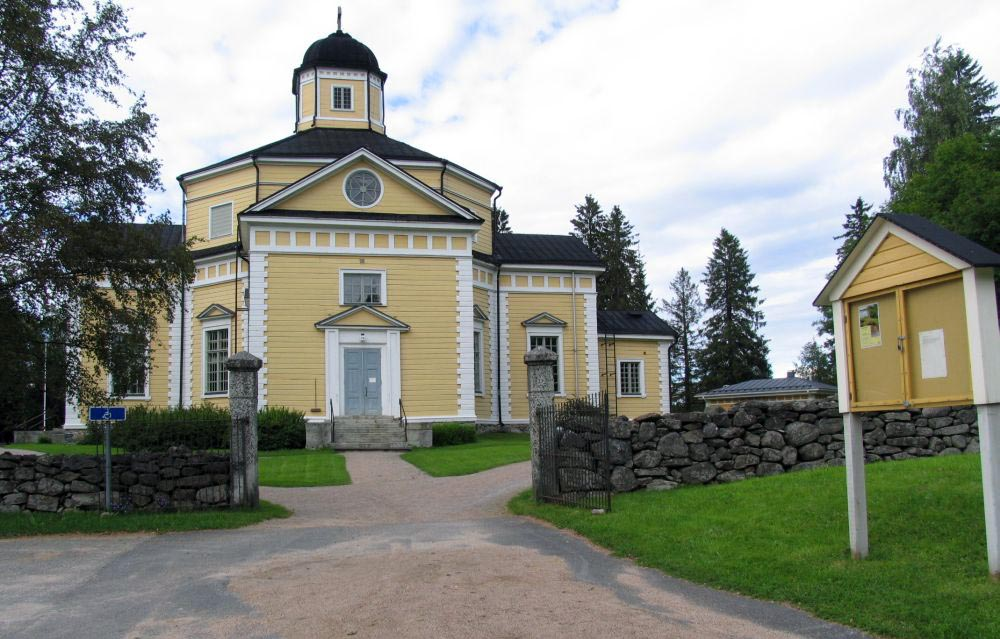
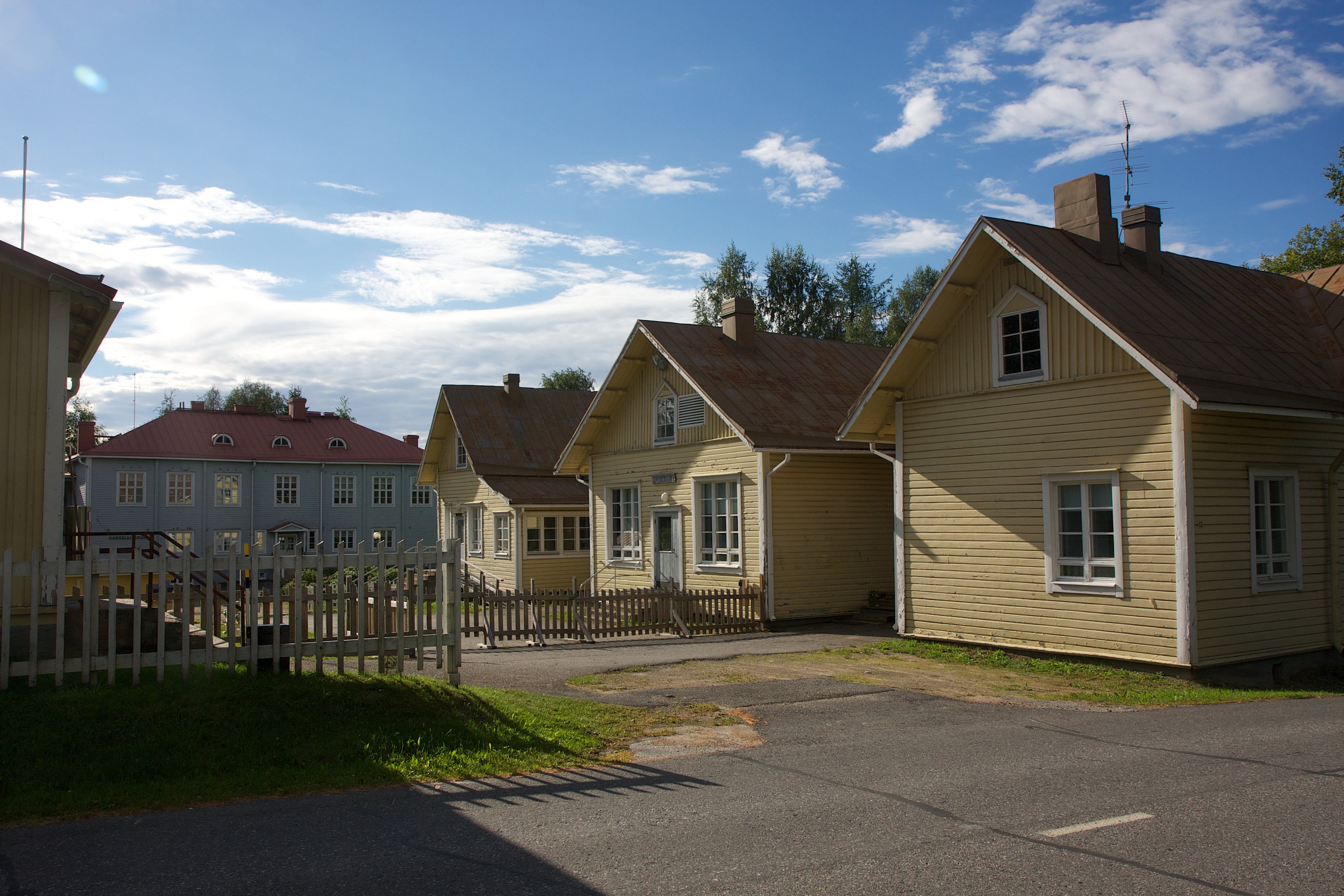
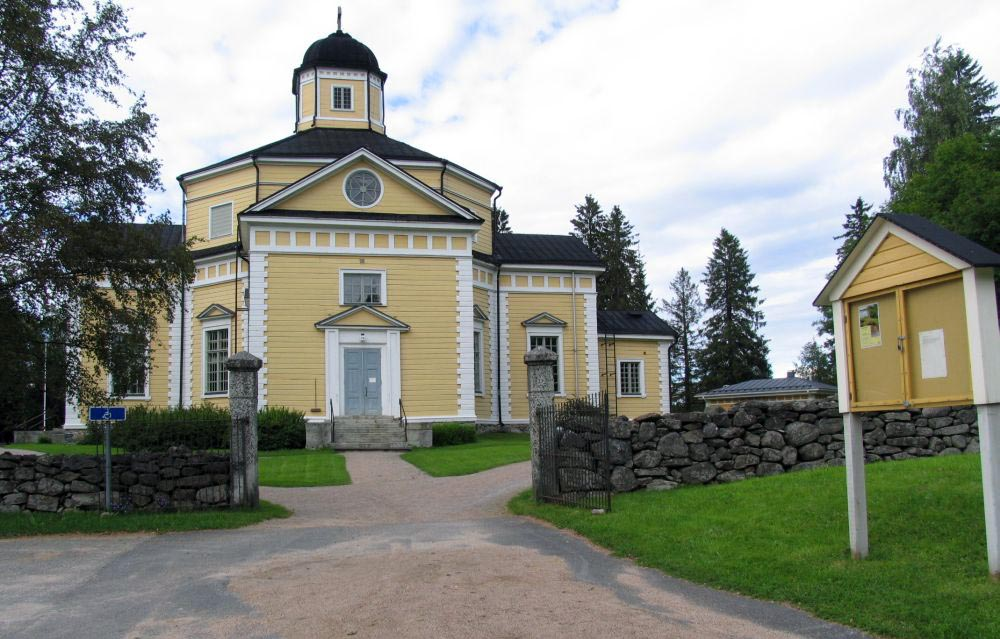
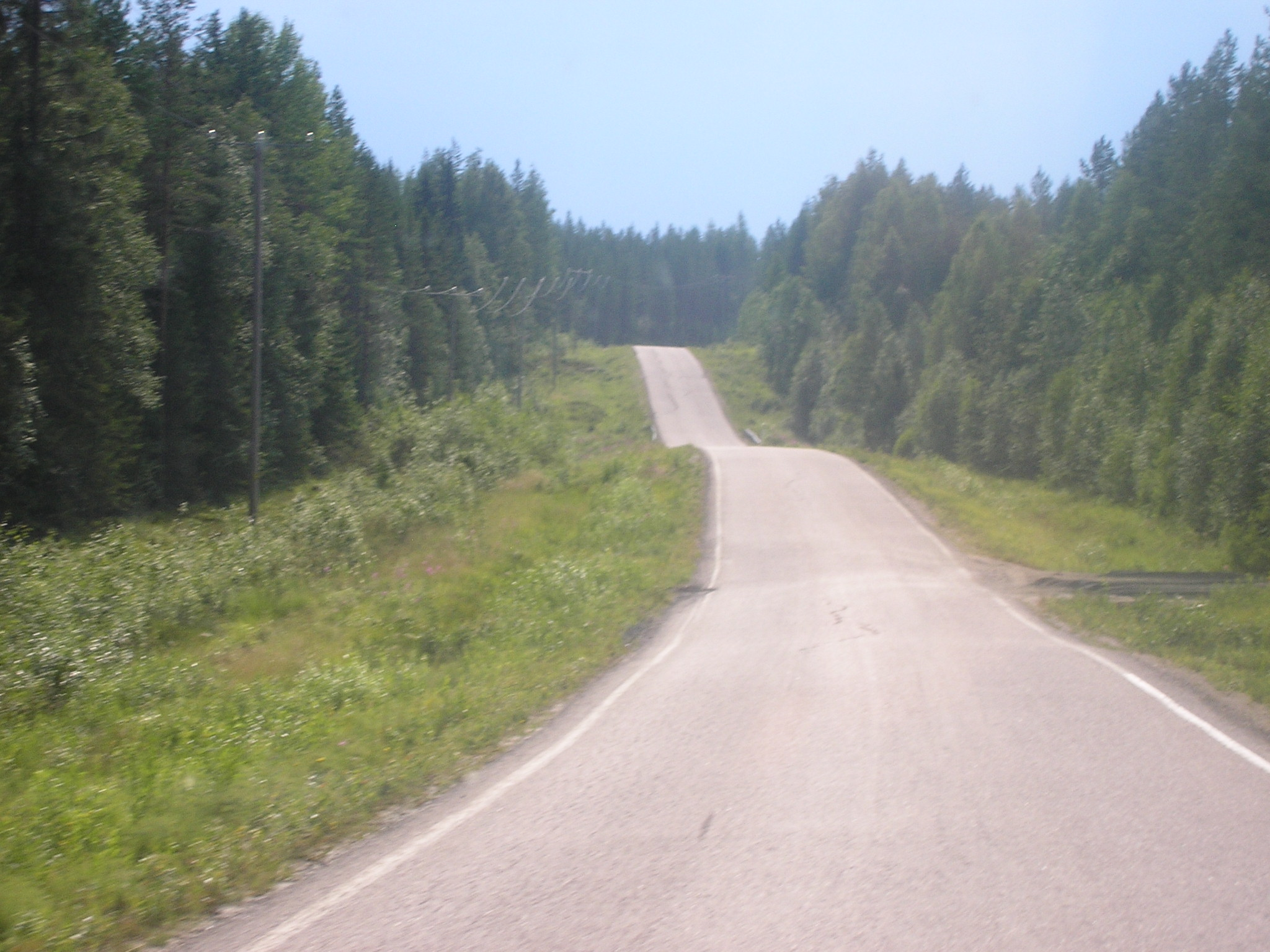

Juuka (Zweeds: Juga) is een gemeente in de Finse provincie Oost-Finland en in de Finse regio Noord-Karelië. De gemeente heeft een landoppervlakte van 1.501,7 km² en telt 4.352 inwoners (2022).